# Haus Lyren
Haus Lyren war ein Rittergut und ehemalige Wasserburg in Wattenscheid, heute ein Stadtteil von Bochum. 

## Geschichte
Die Burg Lyren war der Stammsitz der Herren von Lideren, den sie als Lehen der Abtei Werden besaßen. 1263 ist ein Ritter Macharius von Lidere als Burgmann der Herren von Strünkede bezeugt. Ab 1438 lösen die Herren von Dobbe die offensichtlich ausgestorbenen Ritter von Lyren als Lehnsträger ab. 1792 ging der letzte Herr von Dobbe zu Lyren in Konkurs. 1795 kam das Haus im Erbgang an die Herren von Asbeck. 1842 wurde es an die Herzöge von Arenberg veräußert. 1922 kam es an die Stadt Wattenscheid.
1795 wurde das Burghaus abgerissen und aus dessen Baumaterial ein Renteihaus errichtet. Dieses wurde erst vor wenigen Jahren abgerissen und durch einen Gewerbebau ersetzt. Zu den Gutsbesitzungen des Hauses gehörten auch Flächen, auf denen ab 1854 die Zeche Holland erbaut wurde.

## Beschreibung
In den Konkursakten von 1792 werden ein Haupthaus, Nebengebäude, eine Taubenflucht, eine Mühle und ein dabei befindlicher Wall erwähnt. Das Hauptgebäude hat auf einer heute nicht mehr existenten, ca. 50 × 30 m großen, viereckigen Insel in einer teichartigen Erweiterung des Mühlenbaches gelegen. Bei der Anlage eines Luftschutzbunkers wurden 1941 in einer Tiefe von 5 m Reste der Burg angeschnitten, es existiert das Foto eines Pfahlrosts.